# Miltochrista collivolans
Miltochrista collivolans är en fjärilsart som beskrevs av Butler 1881. Miltochrista collivolans ingår i släktet Miltochrista och familjen björnspinnare. Inga underarter finns listade i Catalogue of Life.